# Dom Sejmikowy w Skierniewicach
Dom Sejmikowy – obecnie siedziba Starostwa Powiatowego w Skierniewicach.
Budynek położony jest w centrum miasta przy ul. Konstytucji 3 Maja. O budowie budynku podjęto w 1921 na wniosek Wydziału Powiatowego w Skierniewicach. Uchwała została zatwierdzona w dniu 27 kwietnia 1921 przez Sejmik Skierniewicki. Budowa finansowana była ze środków Sejmiku Powiatowego. Koszt w tamtym okresie wynosił około sześciuset tysięcy złotych. Kubatura budynku wynosi 15814 metrów sześciennych.
Architektem budynku był Konrad Kłos.
Plac pod budowę przekazało miasto z zastrzeżeniem o trzech pokojach dla straży ogniowej.
Obecnie w budynku mieści się 70 pokoi, dwie duże sale oraz ponad czterdzieści innych pomieszczeń.
W otwarciu Sejmiku brał udział Prezydent Rzeczypospolitej Polskiej Ignacy Mościcki oraz przedstawiciele władz centralnych. W latach 1975–1990 w budynku mieściła się siedziba Urzędu Wojewódzkiego w Skierniewicach.
W budynku obecnie mieści się Starostwo Powiatowe, wydziały :
- Administracyjno-Organizacyjny
- Finansowy
- Architektury, Budownictwa
- Rolnictwa i Ochrony Środowiska
- Geodezji, Katastru i Gospodarki Nieruchomościami
- Komunikacji i Transportu
- Dróg
- Rozwoju Promocji i Współprac
- Biuro Ochrony Informacji Niejawnych i Zarządzania Kryzysowego

Blisko budynku mieści się Pałac Prymasowski, Poczta Główna, Telekomunikacja Polska (Orange) oraz Kinoteatr Polonez.